# Tarapacá (Amazonas)
Tarapacá ist ein nicht-kommunalisiertes Gebiet im Departement Amazonas in Kolumbien. Es wird von 3775 Einwohnern bewohnt. Es liegt auf 80 Metern über dem Meeresspiegel.

## Geschichte
Der Name Tarapacá stammt aus dem ehemaligen peruanischen Departement Tarapacá, das 1884 nach dem Pazifikkrieg unter chilenische Hoheit kam.
Ein Teil der Bewohner dieses Departements wurde von der chilenischen Verwaltung vertrieben und von der peruanischen Regierung zur Kolonisierung dieses Teils des Amazonasgebiets entsandt.
1909 wurde Tarapacá offiziell von peruanischen Siedlern gegründet und zwischen 1910 und 1912 vollständig kolonisiert. De facto blieb es bis zum 19. März 1928 unter peruanischer Herrschaft, als der Vertrag von Salomón-Lozano in Kraft trat. Während des kolumbianisch-peruanischen Krieges bestätigte Kolumbien mit der Schlacht von Tarapacá (1933) erneut seine Vorherrschaft über das Gebiet. Schließlich akzeptierte Peru 1934 mit der Unterzeichnung des Protokolls von Rio de Janeiro die Abtretung der Gebiete nördlich des Río Putumayo sowie des sogenannten Trapecio amazónico an Kolumbien.